# Khams Djouamaa
Khams Djouamaa è un comune dell'Algeria, situato nella provincia di Médéa.